# 北条氏光
北条 氏光（ほうじょう うじみつ）は、戦国時代から安土桃山時代にかけての武将。父は北条氏康（父は北条氏尭で、氏康の養子となったとも）で八男とも九男ともいわれている。正室は北条幻庵の娘。子に氏則。通称は四郎。官途名は右衛門佐。

## 研究
近年の研究では、氏康の弟である氏尭の子で父の死後に兄の氏忠と共に伯父の養子になったとする説が有力である。生年は不詳だが、氏忠が弘治2年（1556年）生まれとする説があり、その数年後と推測される。

## 人物
元亀元年（1570年）に氏光は駿河深沢城の後詰め、相模足柄城の守備をするなど相模と駿河の国境防衛に当たっている。これが史料上の初見である。やがて駿河と伊豆の国境沿いの戸倉城将となり、隣接する口野五か村が長兄で当主の北条氏政より与えられた。北条幻庵の婿養子だった兄弟の三郎（上杉景虎）が越相同盟により上杉謙信の養子となったため幻庵の娘を離縁させ、氏光に嫁ぎ三郎が守備していた武蔵小机領を継承した（家督は幻庵の孫で次男氏信の子氏隆が継いだ）。
天正7年（1579年）に甲相同盟が破綻すると駿河国大平新城に入って武田氏に備えたが、同城は幻庵の久野北条家が管轄していた城であった関係によると思われる。
天正9年（1581年）に氏光に替わって戸倉城を守備した重臣松田憲秀の長男笠原政尭が武田勝頼に謀反したため、駿河東郡が武田氏の領地に、武田氏滅亡後は徳川家康の領土となった。
天正18年（1590年）の小田原征伐では、はじめ足柄城を兵600程を率いて守備しているが、後に小田原城に籠城。豊臣秀吉に敗戦すると、当主で甥の北条氏直や兄の氏規ら生き残った御一家衆や他の北条家家臣と共に高野山に追放され、蟄居中の同年9月15日同地で没した。
しかし、文禄4年（1595年）に作成された「京大坂之御道者之賦日記」という史料に"あきノ草津"（安芸草津＝現在の広島市西区）に住む「北条左衛門助」と"大和なら"（奈良）に住む「北条右衛門助」という人物が記載されており、それぞれ北条氏忠・北条氏光に比定する説がある。この説に従うと、通説では文禄2年と天正18年に死去したとされる北条氏忠（左衛門助）・氏光（右衛門助）兄弟は文禄4年時点では健在であり、それぞれの死亡記録と考えられていた記録は逆修供養の記録であったと推測される（黒田基樹説）。
幻庵の娘との間に子供が生まれなかったために、早川殿の侍女であった今川氏旧臣富樫氏賢の娘を妻に迎えて、子を儲けたとされる。子の氏則は徳川家康に旗本として仕えたが、氏光から見て孫の代よりその後の子孫の動向が把握できない。
長く誤解を受けていた北条氏尭（詳しくは同項目参照）とは別人であり、氏尭が使っていたとされた印判のうち「有虞宝晈陶唐」、「福寿」、「桐圭」のうち「有虞宝晈陶唐」は氏尭、「福寿」は北条氏信、「桐圭」は氏光だということが分かった。